# Stivhåret spidshale
Stivhåret spidshale (Parapholis strigosa) eller blot Spidshale er et 5-15 cm høj græs, der vokser på strandenge.

## Beskrivelse
Spidshale er en enårig græsart med en forgrenet, buskagtig vækst. Stænglerne vokser opstigende til opret, har 2-5 knæ og er forgrenede fra de nederste knæ. Bladene er udspærrede og flade med åbne bladskeder. Nydannede blade er friskgrønne og sammenfoldede, mens ældre blade bliver mere grågrønne og flade.
Blomstringen sker i juni-juli, og blomsterne er samlet i endestillede aks, der består af småaks fra hvert led. Akset er cylindrisk og falder i med stænglen, da småaksene er indfældede i den. Avnerne er spidse, men uden stak.
Rodnettet er overfladisk, men tæt forgrenet.
Højde x bredde og årlig tilvækst: 0,10 x 0,20 m (10 x 20 cm/år).

## Voksested
Arten er udbredt langs kysterne af Nordafrika, Mellemøsten og Europa. I Danmark findes den især i den sydøstlige del af landet. Den er knyttet til lysåbne enge ved lave kyster, hvor der af og til sker oversvømmelser med saltpåvirkning. Den findes ikke inde i kontinenterne.
På standengene ved halvøen Helnæs på Vestfyn findes arten sammen med bl.a. leverurt, alm. søpryd, vibefedt, engtroldurt og vandportulak
| Portal | Portal:Botanik |

## Note
1. ↑  Skov- og Naturstyrelsen: Helnæs